# صاریغ قلمی پینیرو
صاریغ قلمی پینهیرو (نام علمی: Marmosops pinheiroi) نام یک گونه از سرده صاریغ‌های قلمی است.